# Cassidy Krug
Cassidy Krug (Pittsburgh, 12 de julio de 1985) es una deportista estadounidense que compitió en saltos de trampolín. Ganó dos medallas en los Juegos Panamericanos de 2011, plata en individual y bronce en sincronizada.

## Palmarés internacional
| Juegos Panamericanos | Juegos Panamericanos | Juegos Panamericanos | Juegos Panamericanos |
| Año                  | Lugar                | Medalla              | Prueba               |
| -------------------- | -------------------- | -------------------- | -------------------- |
| 2011                 | Guadalajara (México) | Medalla de plata     | Trampolín 3 m        |
| 2011                 | Guadalajara (México) | Medalla de bronce    | Trampolín 3 m sincro |